# Малък свирец
Малкият свирец (Numenius phaeopus) е вид птица от семейство Бекасови (Scolopacidae).

## Разпространение
Малкият свирец се размножава в голяма част от субарктична Азия и Европа, на юг от Шотландия. Зимува по бреговете на Африка и Южна Азия в Австралазия.
Среща се и в България.